# Alipay
Alipay è una piattaforma di pagamento online lanciata nel 2004 in Cina da Alibaba Group e il suo fondatore Jack Ma. Secondo Credit Suisse il valore totale delle transazioni operate da Alipay in Cina è stato di 4.000 miliardi di renminbi (circa 500 miliardi di euro) nel 2012.
Alipay fornisce un servizio di acconto di garanzia, con il quale il consumatore può verificare i beni acquistati prima di consentire il pagamento al venditore. Questo servizio è stato offerto per compensare l'inadeguatezza delle leggi per la protezione del consumatore in Cina.
Secondo Alibaba Alipay collabora con più di 65 istituzioni finanziarie, tra cui Visa e MasterCard, per fornire servizi di pagamento per Taobao e Tmall. Altri metodi di pagamento supportati sono Boleto Bancário, Transferência Bancária, Maestro, WebMoney e QIWI Кошелек.
Ha sponsorizzato la final four della UEFA Nations League 2018-2019 e il campionato europeo di calcio 2020.

## Confronto con altri sistemi di pagamento
Alipay è concettualmente simile a Apple Pay, WeChat Pay e PayPal perché utilizza dei sistemi di pagamento tradizionali, come le carte di credito o di debito, a cui affianca una serie di servizi aggiuntivi (pagamento con QRCode, trasferimenti peer-to-peer, gestione del conto corrente, etc.). Sebbene gli utenti ricevano notifica immediata della transazione, la differenza principale tra Alipay e un sistema di pagamento istantaneo, come Venmo o Zelle, è che il trasferimento di fondi tra le controparti non è immediato. Il tempo di regolamento della transazione dipende dal metodo di pagamento scelto dal cliente, mentre per i sistemi di pagamento istantaneo, i fondi vengono trasferiti in pochi secondi o minuti.